# Pavel Perelechine
Pavel Alexandrovitch Perelechine, en russe : Павел Александрович Перелешин, né le 27 juin 1821 à Chtchetinino (gouvernement de Kostroma), décédé le 28 février 1901 à Saint-Pétersbourg, est un amiral et général russe qui fut gouverneur de Taganrog (1864 à 1866) et gouverneur de Sébastopol (1873).

## Biographie
En 1834, Pavel Alexandrovitch Perelechine sortit diplômé de l'École du Corps naval de Saint-Pétersbourg. Affecté dans la flotte de la mer Baltique il embarqua sur la frégate Neva. En 1837, il fut promu adjudant de la flotte de la mer Noire. En 1839, il prit part au débarquement près de Subashi (ville située dans le désert Taklamakan, près de Kucha), et reçut l'Ordre de Sainte-Anne (quatrième classe) avec l'inscription « Pour bravoure ».
En 1840, Perelechine effectua des relevés cartographiques côtiers à bord de la goélette Zabiaka. Au cours de la Guerre de Crimée, à bord du navire de guerre Paris, il participa à la bataille de Sinope le 30 novembre 1853 sous le commandement de l'amiral Pavel Nakhimov. Pour ce fait d'armes, il reçut l'Ordre de Saint-Vladimir (quatrième classe) avec ruban. Au cours du Siège de Sébastopol (1854), il commanda la 5e section sur la ligne défensive russe. Le 28 mars 1855 il fut blessé à la tempe gauche et le 26 mai 1855, il fut de nouveau blessé à la tête et au bras. Pour son courage remarquable et sa bravoure face à l'ennemi, il fut décoré en 1854 de l'Ordre de Sainte-Anne (deuxième classe) et en 1855, il lui fut attribué l'Ordre de Saint-Vladimir (troisième classe avec épées). Pour vingt-cinq ans de service irréprochable envers la Russie impériale, il reçut l'Ordre de Saint-Georges (quatrième classe) et le 19 février 1856, pour acte héroïque il lui fut attribué l'Ordre de Saint-Georges (troisième classe).
Parmi les autres récompenses attribuées à Perelechine, les armes d'or lui furent remises avec l’inscription « Pour bravoure ».
Entre 1856 et 1857, il fut commandant à bord du Ne Tron Menia et du Vladimir. En 1860, pour raison de santé résultant de ses blessures à la tête, il servit dans le Corps de Marine[Quoi ?], en 1861, au poste de chef du port maritime et capitaine du port de Bakou. Le 30 août 1863, il fut élevé au grade de contre-amiral. De 1864 à 1866, l'amiral Perelechine occupa les fonctions de gouverneur de Taganrog, administrateur de la navigation en mer d'Azov puis le 11 avril 1866, il fut nommé au poste de gouverneur de Sébastopol. Pendant son mandat, il reconstruisit la ville détruite au cours de la guerre de Crimée. La même année, il se vit remettre l'Ordre de Saint-Stanislas (première classe). En 1881, Perelechine fut élevé au grade de vice-amiral et d'adjudant-général. Le 1er janvier 1872, il fut nommé au poste de directeur du département de l'inspection au ministère de la Marine, admis comme membre du Comité des établissements de l'enseignement naval et du Comité des prisons militaires. En 1883, il fut admis comme membre du Conseil de l'Amirauté. Le 21 avril 1891, Pavel Alexandrovitch Perelechine fut promu au rang d'amiral.

## Hommages et décorations
Tous les ordres de la Russie impériale furent décernés à Pavel Alexandrovitch Perelechine, de nombreuses distinctions étrangères lui furent également remises. En 1896, l'amiral Perelechine reçut des mains d'Alexandre III un anneau avec le portrait du tsar. En 1876, il fut fait citoyen d'honneur de la ville de Sébastopol.

### Mort et inhumation
Pavel Alexandrovitch Perelechine mourut le 2 février 1901 à Saint-Pétersbourg et fut inhumé en la cathédrale Saint-Vladimir de Sébastopol. De nos jours sa tombe a disparu.

## Distinctions
- 1839 Ordre de Sainte-Anne (quatrième classe) avec citation
- 1853 Ordre de Saint-Vladimir (quatrième classe)
- 1854 Ordre de Sainte-Anne (second classe)
- 1855 Ordre de Saint-Vladimir (troisième classe)
- 1856 Ordre de Saint-Georges (quatrième classe)
- 1856 Ordre de Saint-Georges (troisième classe)
- 1866 Ordre de Saint-Stanislas (première classe)
- 1855 Ordre de Saint-Vladimir (première classe)